# Choveys-e Seh
Choveys-e Seh (persiska: چویس سه) är en ort i Iran.   Den ligger i provinsen Khuzestan, i den centrala delen av landet, 500 km sydväst om huvudstaden Teheran. Choveys-e Seh ligger 30 meter över havet och antalet invånare är 107.
Terrängen runt Choveys-e Seh är mycket platt. Runt Choveys-e Seh är det ganska tätbefolkat, med 120 invånare per kvadratkilometer. Närmaste större samhälle är Choveys-e Do, 1,0 km väster om Choveys-e Seh. Trakten runt Choveys-e Seh består till största delen av jordbruksmark.